# Chicago VIII
Chicago VIII je sedmi studijski album chichaške rock zasedbe Chicago, ki je izšel leta 1975. Po eksperimentiranju jazza in popa pri Chicago VII, se je skupina vrnila k bolj racionaliziranem zvoku.

## Ozadje
Po petih zaporednih letih konstantne aktivnosti, so se izčrpani člani skupine poleti 1974 odpravili v studio Caribou Ranch, Kolorado, da bi posneli album Chicago VIII. Medtem, ko so različni stili na albumu nekoliko spominjali na album Chicago VI, je imel album bolj rockovski zvok, kot lahko slišimo pri skladbah Cetere, »Anyway You Want«, ki jo je kasneje posnel kanadski pevec Charity Brown, in »Hideaway«, kot tudi pri Kathovem spominu na Hendrixa, »Oh, Thank You Great Spirit« in Pankowem hitu »Old Days« (5. mesto). Balada »Brand New Love Affair, Part I & II« se je uvrstila na 61. mesto ameriške lestvice singlov.
Z nostalgičnim glavnim singlom Lamma, »Harry Truman« (13. mesto), je bil album neizdan do marca, ko je bil predhodnik Chicago VII na lestvicah še vedno visoko uvrščen. Čeprav je v ZDA zlahka dosegel 1. mesto, je dobil mlačen odziv s strani kritikov — nekateri ga še vedno opredeljujejo kot enega najšibkejših albumov prve zasedbe Chicaga, zaradi česar je album na lestvici ostal najmanj časa od vseh albumov skupine. Na albumu je, prvič kot polnopravni član skupine, sodeloval tolkalist Laudir de Oliveira. 
V paketu z originalnim albumom je bil poster članov skupine, ki jih je v vagonu ustavil policist, in nalepka naslovnice za majico.
Album je bil miksan in izdan v stereu in kvadrofoniji. Leta 2002 je bil album remasteriziran in ponovno izdan pri založbi Rhino Records z dvema še neizdanima skladbama: »Sixth Sense« (instrumental) Katha in »Anyway You Want« Lamma, kot tudi verzija skladbe »Satin Doll«, ki je bila posneta za TV oddajo »Rockin' New Year's Eve«.

## Seznam skladb
| Stran 1 | Stran 1                              | Stran 1      | Stran 1       | Stran 1 |
| Št.     | Naslov                               | Pisec        | Vokal         | Dolžina |
| ------- | ------------------------------------ | ------------ | ------------- | ------- |
| 1.      | „Anyway You Want‟                    | Peter Cetera | Cetera        | 3:37    |
| 2.      | „Brand New Love Affair, Part I & II‟ | James Pankow | Kath & Cetera | 4:28    |
| 3.      | „Never Been in Love Before‟          | Robert Lamm  | Cetera        | 4:10    |
| 4.      | „Hideaway‟                           | Cetera       | Cetera        | 4:44    |
| 5.      | „Till We Meet Again‟                 | Terry Kath   | Kath          | 2:03    |

| Stran 2 | Stran 2                      | Stran 2 | Stran 2       | Stran 2 |
| Št.     | Naslov                       | Pisec   | Vokal         | Dolžina |
| ------- | ---------------------------- | ------- | ------------- | ------- |
| 6.      | „Harry Truman‟               | Lamm    | Lamm          | 3:01    |
| 7.      | „Oh, Thank You Great Spirit‟ | Kath    | Kath          | 7:19    |
| 8.      | „Long Time No See‟           | Lamm    | Lamm          | 2:46    |
| 9.      | „Ain't It Blue?‟             | Lamm    | Kath & Cetera | 3:26    |
| 10.     | „Old Days‟                   | Pankow  | Cetera        | 3:31    |

| Dodatne skladbe (ponovna izdaja 2002) | Dodatne skladbe (ponovna izdaja 2002) | Dodatne skladbe (ponovna izdaja 2002)          | Dodatne skladbe (ponovna izdaja 2002) | Dodatne skladbe (ponovna izdaja 2002) |
| Št.                                   | Naslov                                | Pisec                                          | Vokal                                 | Dolžina                               |
| ------------------------------------- | ------------------------------------- | ---------------------------------------------- | ------------------------------------- | ------------------------------------- |
| 11.                                   | „Sixth Sense‟ (vaja)                  | Kath                                           | instrumental                          | 5:07                                  |
| 12.                                   | „Bright Eyes‟ (vaja)                  | Lamm                                           | Lamm                                  | 3:41                                  |
| 13.                                   | „Satin Doll‟ (v živo)                 | Duke Ellington, Billy Strayhorn, Johnny Mercer | instrumental                          | 2:48                                  |

## Osebje

### Chicago
- Peter Cetera – bas, glavni vokal, spremljevalni vokal
- Terry Kath – električne kitare, akustične kitare, glavni vokal, spremljevalni vokal
- Robert Lamm – klaviature, glavni vokal, spremljevalni vokal
- Lee Loughnane – trobenta, spremljevalni vokal
- James Pankow – trombon, trobilni aranžmaji
- Walter Parazaider – saksofoni, flavta, klarinet
- Danny Seraphine – bobni
- Laudir de Oliveira – tolkala

### Dodatni glasbeniki
- Caribou Kitchenettes – zbor pri »Harry Truman« (John Carsello, Donna Conroy, Laudir de Oliveira, Bob Eberhardt, Steve Fagin, Kristy Ferguson, Linda Greene, Lee Loughnane, Brandy Maitland, Katherine Ogden, James Pankow, Walter Parazaider, Joanne Rocconi, Richard Torres in Angele Warner)
- Patrick Williams – godalne orkestracije pri »Brand New Love Affair«, »Oh, Thank You Great Spirit«, »Long Time No See« in »Old Days«

### Produkcija
- Producent: James William Guercio
- Inženirji: Wayne Tarnowski, Jeff Guercio, Mark Guercio
- Miks: Phil Ramone
- Oblikovanje naslovnice: John Berg, Nick Fasciano
- Naslovnica in črke: Anthony Maggiore
- Fotografija: Reid Miles

## Lestvice
Album
| Leto | Lestvica      | Mesto |
| ---- | ------------- | ----- |
| 1975 | Billboard 200 | 1     |

Singli
| Leto | Single                             | Lestvica          | Mesto |
| ---- | ---------------------------------- | ----------------- | ----- |
| 1975 | Brand New Love Affair, Part I & II | Billboard Hot 100 | 61    |
| 1975 | Harry Truman                       | Billboard Hot 100 | 13    |
| 1975 | Old Days                           | Billboard Hot 100 | 5     |
| 1975 | Old Days                           | Easy Listening    | 3     |